# Rocknes
Le Rocknes est un navire de commerce construit en 2000 par les chantiers J.J. Sietas KG Schiffswerft de Hambourg pour la compagnie Belt Shipping. Il a été mis en service en 2001 sous le nom de Kvitnes en tant que vraquier. En 2003, il est converti en barge pour dépôts minéraux. Le 19 janvier 2004, il chavire au sud de Bergen, faisant 18 victimes. Renfloué, il fut réparé et remis en service sous le nom de Nordnes.

## Histoire
Le Rocknes a été construit en 2000 par les chantiers J.J. Sietas KG Schiffswerft de Hambourg pour la compagnie Belt Shipping. Il a été mis en service en 2001 sous le nom de Kvitnes en tant que vraquier.
En 2003, il est converti en barge pour dépôts minéraux à Rotterdam et devient le Rocknes. Le 19 janvier 2004, il chavire au sud de Bergen. Sur les 30 personnes présentes à bord, 18 perdent la vie dans le naufrage.

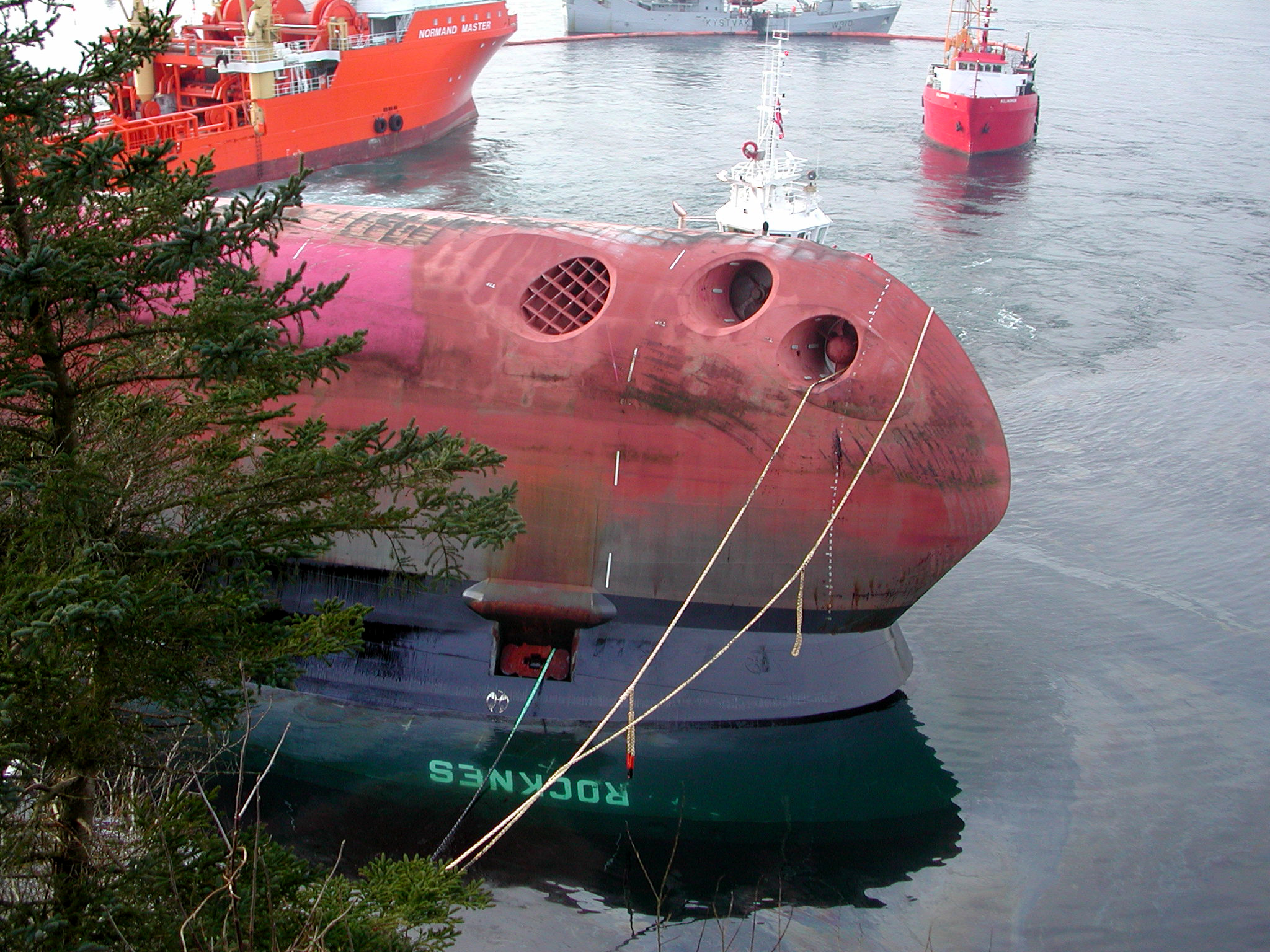
Le Rocknes retourné après la naufrage.

Renfloué et remorqué jusqu'aux chantiers navals Remontowa Shipyard de Gdansk, il fut réparé et remis en service en juin 2005 sous le nom de Nordnes.